# إم في فيلهلم غوستلوف
إم في فيلهلم غوستلوف هي كانت سفينة نقل عسكرية ألمانية غرقت في 30 يناير 1945 بحر البلطيق من قبل غواصة سوفيتية. كان على متن السفينة مدنيين تم إجلائهم من بروسيا الشرقية، ليتوانيا، لاتفيا، بولندا وإستونيا، بحسب التقديرات غرق 9400 شخص مما يجعلها أكبر خسارة في الأرواح في حوادث غرق السفن في التاريخ.